# Kaapse klifzwaluw
De Kaapse klifzwaluw (Petrochelidon spilodera) is een zangvogel die behoort tot de familie van de zwaluwen.

## Verspreiding en leefgebied
Deze soort broedt in zuidelijk Afrika en trekt na de broedtijd naar het noorden naar centraal Afrika.

## Status
De grootte van de populatie is niet gekwantificeerd maar de soort wordt omschreven als algemeen. Op de Rode lijst van de IUCN heeft deze soort de status niet bedreigd.